# Ziza Valadares
Luiz Otávio Mota Valadares (Tiros, 14 de outubro de 1945), mais conhecido como Ziza Valadares, é um político, administrador, ex-atleta e dirigente esportivo brasileiro.

## Vida profissional
Estudou Administração na FUMEC de Belo Horizonte, entre 1969 e 1973.
Ziza Valadares foi diretor de futebol do Clube Atlético Mineiro em 2006, sendo posteriormente eleito presidente para o triênio 2007 - 2009. Nesse período, foi criticado por falar abertamente sobre as dificuldades financeiras do clube. Em setembro de 2008, Ziza anunciou sua renúncia, cujos motivos incluíram uma investigação do Ministério Público de Minas Gerais, a pressão de conselheiros do clube e ameaças à sua integridade física. Durante sua presidência, o Atlético Mineiro foi campeão estadual em 2007 e acumulou 43 vitórias, 26 empates e 36 derrotas em 105 partidas.

## Vida política
Ziza Valadares foi vereador em Belo Horizonte pelo MDB de 1971 a 1979, sendo líder do partido entre 1972 e 1978. Em seguida, foi deputado estadual de Minas Gerais durante a 9ª legislatura (1979 - 1983), quando foi líder do governo, e a 10ª legislatura (1983-1987) pelo MDB. Neste segundo período, foi presidente da Prodemge e Secretário de Estado de Administração de 1983 a 1986. Foi deputado federal constituinte (1987-1991) por Minas Gerais, pelo PMDB.
Em 1992, foi Secretário Municipal de Esportes de Belo Horizonte, na gestão de Eduardo Azeredo. Em 1993, Ziza foi indicado no governo de Itamar Franco para presidir a Cenibra, onde ficou até 1997. Em seguida, foi presidente da CBTU por cinco anos, de janeiro de 1998 a dezembro de 2002, durante o governo de Fernando Henrique Cardoso. No final deste período, obteve um empréstimo pessoal de R$ 250 mil junto ao Banco Rural, avalizado pelo publicitário Marcos Valério, pagando-o em agosto do ano seguinte.
Ziza foi vice-presidente da Copasa até 2012, quando foi eleito diretor de comunicação da Light, em uma estratégia do governo de Minas Gerais para aumentar sua influência sobre o Rio de Janeiro. Em 2016, seu nome apareceu na delação premiada do ex-diretor da Odebrecht Transport (atual Novonor), Paulo Cesena. De acordo com Cesena, Ziza, enquanto diretor da Light, teria recebido propina de R$ 1,5 milhão para reduzir a dívida da SuperVia de R$ 65 milhões para R$ 9 milhões.

## Vida pessoal
Ziza Valadares é pai do deputado estadual Gustavo Valadares. 